# 陳國祥 (台灣媒體人)
陳國祥（1953年—），台灣資深媒體人，國立政治大學新聞學系學士、國立政治大學新聞研究所碩士，前中央通訊社董事長、中央選舉委員會委員。曾任《自立晚報》總編輯、《中國時報》總編輯、《中時晚報》社長、臺北市政府客家事務委員會委員、《中國時報》特約主筆、時報育才董事長、《亞洲週刊》專欄作家。
2014年2月26日，《自由時報》社論批評馬英九政府：「5年多來，馬政府積極將台灣連結中國，導致台灣的新聞、言論也向下沉淪，其中的道理很簡單：在台灣與中國各方面標準都差不多的基礎上，所謂的『和平統一』才有可能實現。而在可預見的未來，中國的新聞、言論幾乎不可能提升到台灣的水準。對此，馬政府所能做的、所樂見的，就是台灣的新聞、言論自由快速瓦解，直到與中國一樣的低水準；如此，『和平統一』便水到渠成。」2014年2月28日，時任中央通訊社董事長的陳國祥批評該文：「這是典型陰謀論。一些極端報紙和電視名嘴，口誅筆伐之所向，多半是指控執政當局及其同夥的不軌陰謀：不是批判他們瞞天過海、隱匿真實的意圖與作為、損害公益而圖利自己，就是與人合謀操縱、侵害他人或台灣的利益。……其實，這種論斷只是顯現真正邪惡的無非是他們自己，因為正如《新約聖經·馬太福音》所說：『你們的話，是就說是，不是就說不是；若再多說，就是從惡裡出來的。』……走過威權統治時代的我們，以往既然受過陰謀論的禍害，更應以此為戒；切莫步隨當年執政者的惡劣行徑，再以陰謀論加諸包括執政者在內的任何人。」2014年3月8日下午，陳國祥在洪鈞培文教基金會「媒體發展·社會公益」系列講座演講，他說，某些媒體和名嘴不但經常扭曲事實真相，還常散播陰謀論去攻擊相對陣營的人與事；陰謀論是台灣極端媒體和名嘴最常使用的謾罵武器，損害公益而圖利自己，這就是與人合謀操縱，侵害他人或台灣的權益；只有回到媒體「探照真實」的本然角色，回到新聞工作者「守望告知」的初心，才能恢復新聞媒體的本質，也才能成就優質的民主。

## 著作
- 《翻轉台灣：危機時代的一次保命型大選》 時報文化 2019
- 《媒體，寶物或怪獸？》  天下文化 2016
- 《硬梗領導：客家籍政治領袖的志節與功過》 印刻出版 2011/6/24出版
- 《臺灣報業演進40年》 陳國祥、祝萍合著 自立晚報文化出版部 1987
- 《透視風雲人物》 自立晚報文化出版部 1993/1/1出版
- 《新青年與現代中國》 四季出版公司 1993/1/1出版
- 《青年呼聲》 四季出版公司 1993/1/1出版

## 主編
- 《哭泣的台灣：看民進黨執政八年》 印刻出版 2008/2/4出版